# Visbeker Braut und Bräutigam
Visbeker Braut und Bräutigam ist der Name einer Sage, die in der Ahlhorner Heide zwischen Visbek und Wildeshausen spielt. Mit der Sage wurde versucht, die Entstehung der Großsteingräber Visbeker Braut und Visbeker Bräutigam zu erklären. Diese sind Bauwerke der Nordischen Megalitharchitektur aus der Zeit der jungsteinzeitlichen Trichterbecherkultur (TBK), die zwischen 3500 und 2800 v. Chr. in Niedersachsen entstanden. Sie liegen an der Straße der Megalithkultur.

## Großsteingräber

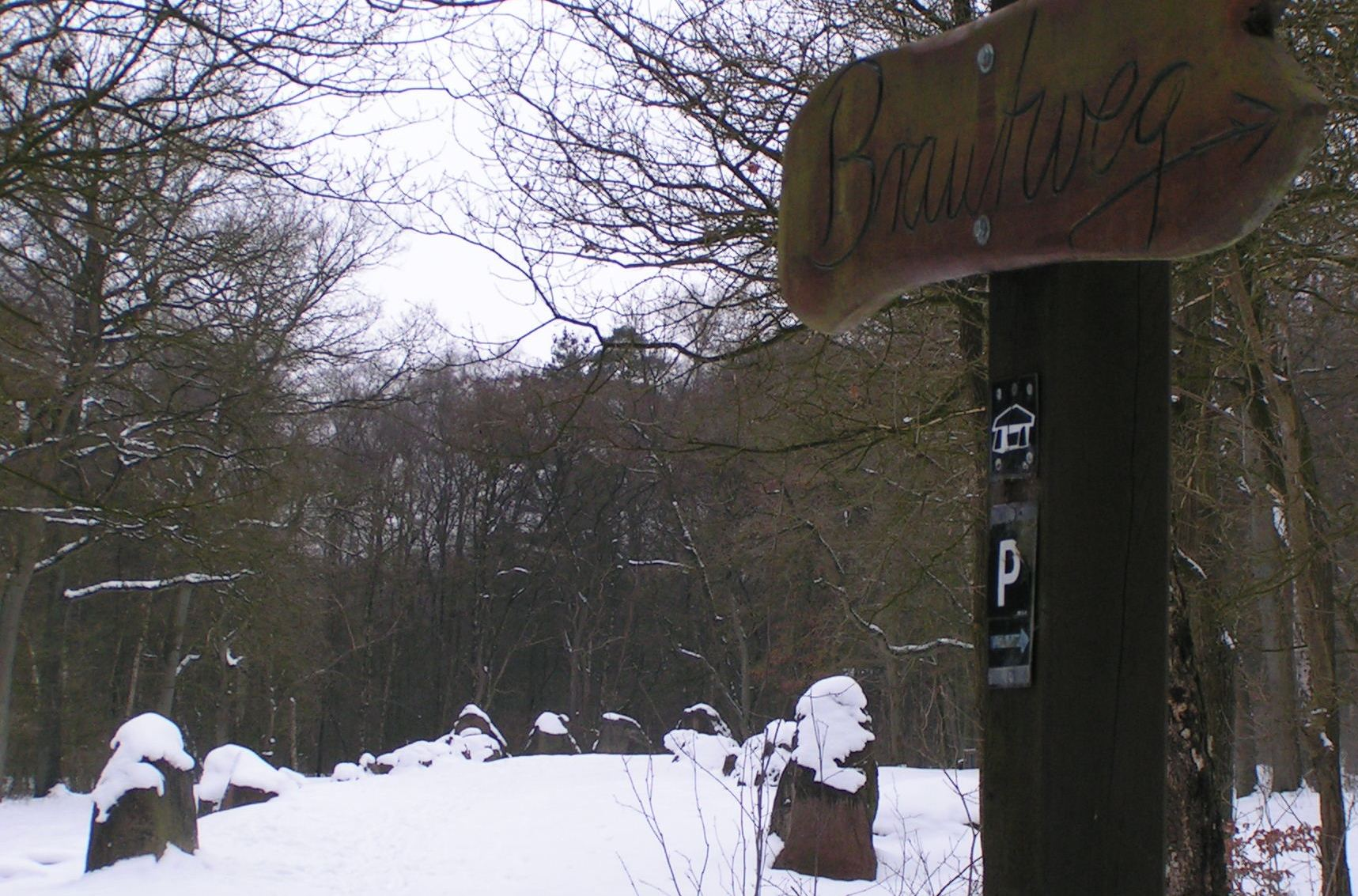
Brautweg bei der Visbeker Braut
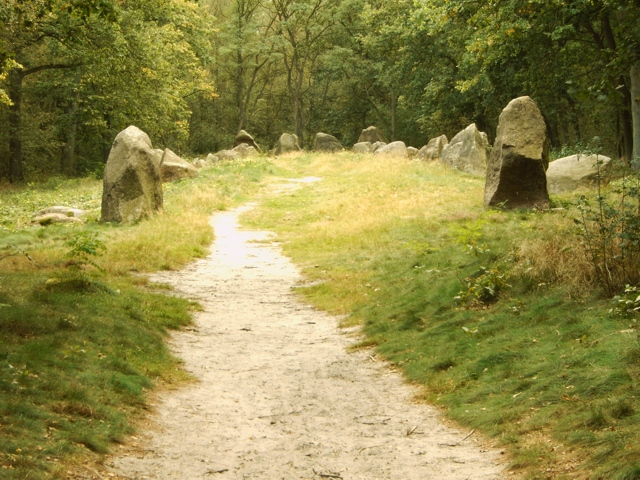
Visbeker Braut
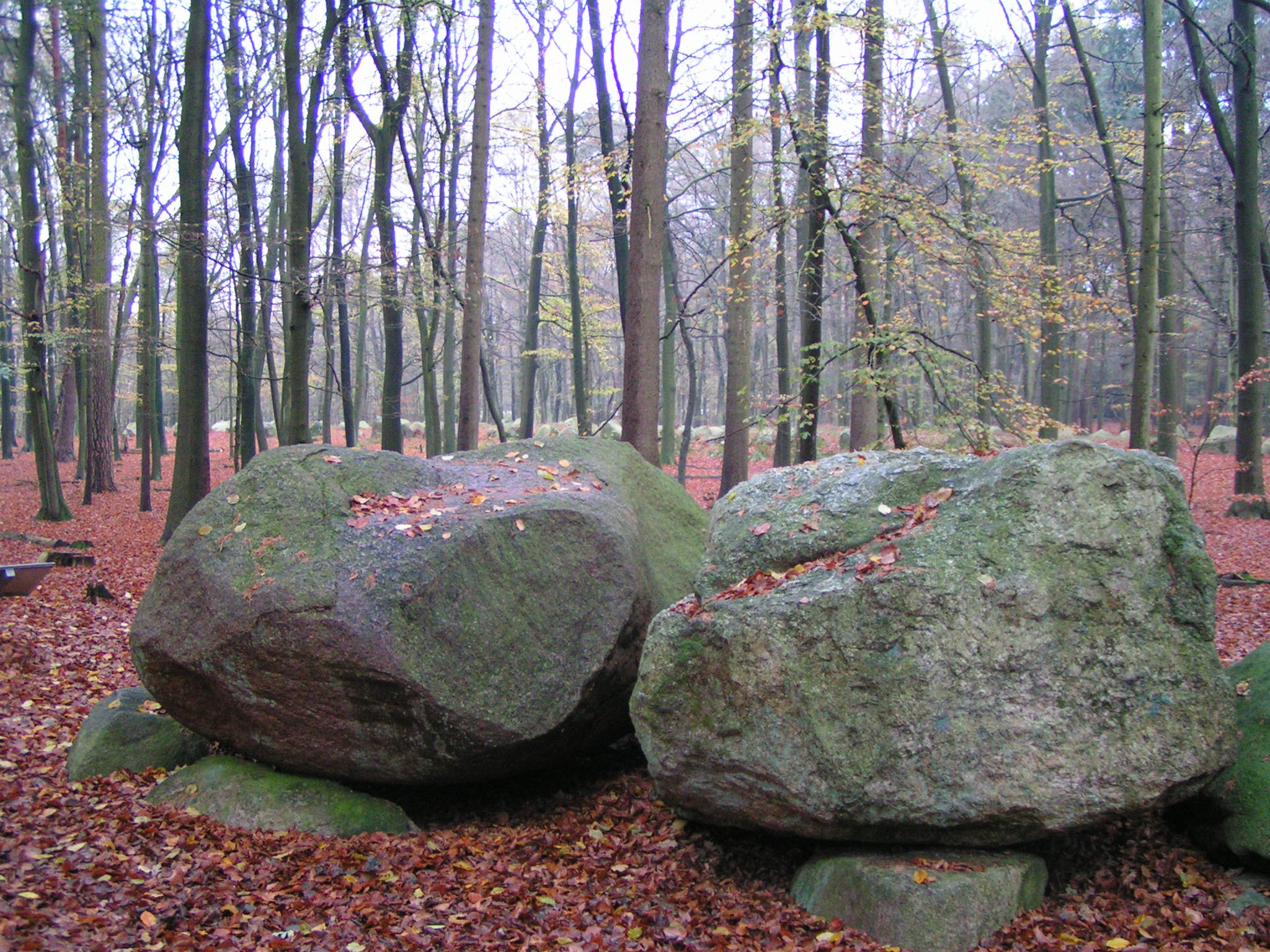
Brautwagen

### Visbeker Braut

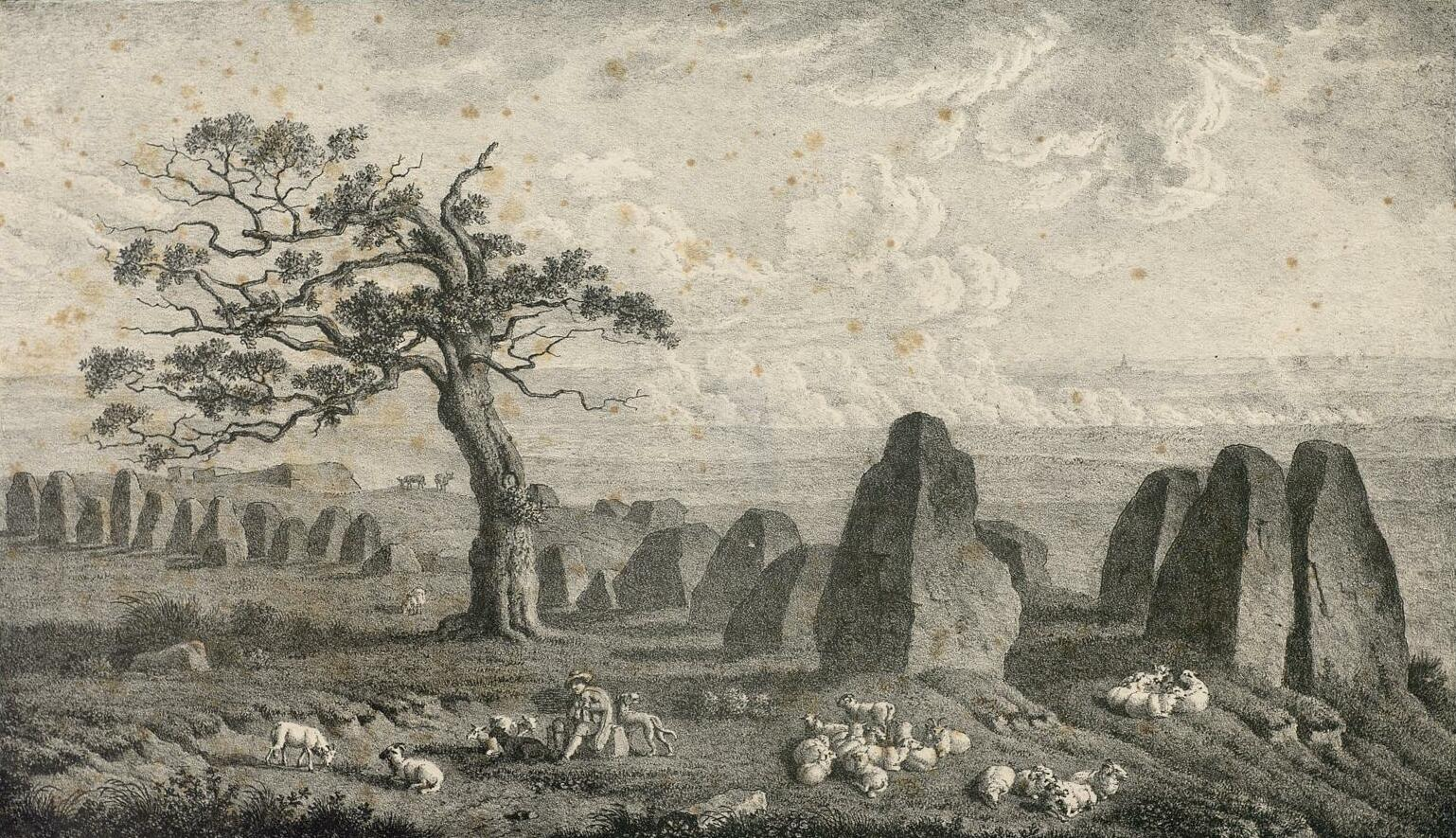
Die „Braut“ bei Visbek, Lithografie von Ludwig Philipp Strack (1827)

Die etwa 80 m lange und neun Meter breite Visbeker Braut liegt in der Holzhauser Heide auf dem Gebiet der Landgemeinde Wildeshausen (Landkreis Oldenburg) in der Nähe der Anschlussstelle Wildeshausen-West der Autobahn Bremen-Osnabrück. Die Einfassungssteine des Hünenbettes sind nahezu komplett, jedoch teilweise verkippt. Die Anlage wird an der Südwestseite, durch vier gewaltige, bis 2,5 m hohe Steine begrenzt. Es ist jedoch nicht sicher, ob es sich um originale Steine der Einfassung oder umgesetzte Steine handelt. An der Nordostseite der Umfassung sind keine Steine vorhanden. Nahe der Nordwestseite befindet sich die Grabkammer, die lediglich 5,5 × 1,5 m misst. Die Nordwest-Südost orientierte Anlage wird aufgrund der Ausrichtung auf den Sonnenaufgang zu Mittsommer mit der Sommersonnenwende in Verbindung gebracht. Möglicherweise handelt es sich bei der Visbeker Braut um eine steinzeitliche Mondwarte: Die Steinreihen deuten auf die Auf- und Untergangsazimute des Mondes in seinem Deklinationsextrem hin.

### Visbeker Bräutigam
Das ursprünglich von 170 Findlingsblöcken eingefasste Hünengrab stellt mit seiner Länge von 104 Meter und einer Breite von 8 bis 9 Meter eine der eindrucksvollsten Megalithanlagen in Nordwestdeutschland dar. Sie liegt etwa 4 km westsüdwestlich der Visbeker Braut auf dem Gebiet der Gemeinde Großenkneten (Landkreis Oldenburg), unmittelbar nördlich des Endeler Gehöftes und Gasthofes Engelmannsbäke.

## Sage
Ihren Namen bekamen die Anlagen Visbeker Braut und Visbeker Bräutigam durch eine alte Sage, nach der eine junge Frau von ihren Eltern gezwungen werden sollte, einen zwar reichen, aber ihr verhassten Mann aus Visbek zu heiraten. Als sie samt Gefolge zur Eheschließung nach Visbek geführt wurde und in der Ferne den Ort erblickte, wünschte sie sich, lieber in Stein verwandelt zu werden, als den Mann zu ehelichen, dem sie versprochen war. So geschah es, und die Braut und ihr Gefolge erstarrten an Ort und Stelle zu Stein, wo sie bis heute stehen. Das gleiche Schicksal widerfuhr ihrem Bräutigam, der als Visbeker Bräutigam nur wenige Kilometer entfernt steht. Tatsächlich kann man heute und konnte man bereits zu Beginn des 19. Jahrhunderts von der Visbeker Braut aus keine Gebäude im Ortskern der Gemeinde Visbek sehen.
Erstmals schriftlich festgehalten wurde die Geschichte in Form eines Gedichtes in 26 Strophen mit dem Titel Die steinerne Braut aus Wildeshausen. Dieses verfasste der zunächst in Wildeshausen und später in Hitzacker amtierende Pastor J. G. T. Lamprecht und ließ es 1801 veröffentlichen. In dieser Fassung kommt das Wort „Visbek“ allerdings nicht vor. Den Bezug zu Visbek stellte Carl Heinrich Nieberding durch eine Einleitung zu dem Gedicht in Prosa her. Dem Gesamttext gab Nieberding den Titel Die Vißbecker Braut.